# Station Alton
Alton is een spoorwegstation in Alton, Engeland. Het station werd geopend in 1852.
Station Alton is tegenwoordig het eindpunt van de Alton Line en de Mid Hants Watercress Line. Het was vroeger ook een station voor de (nu gesloten spoorlijnen) Meon Valley Railway en de Basingstoke and Alton Light Railway.

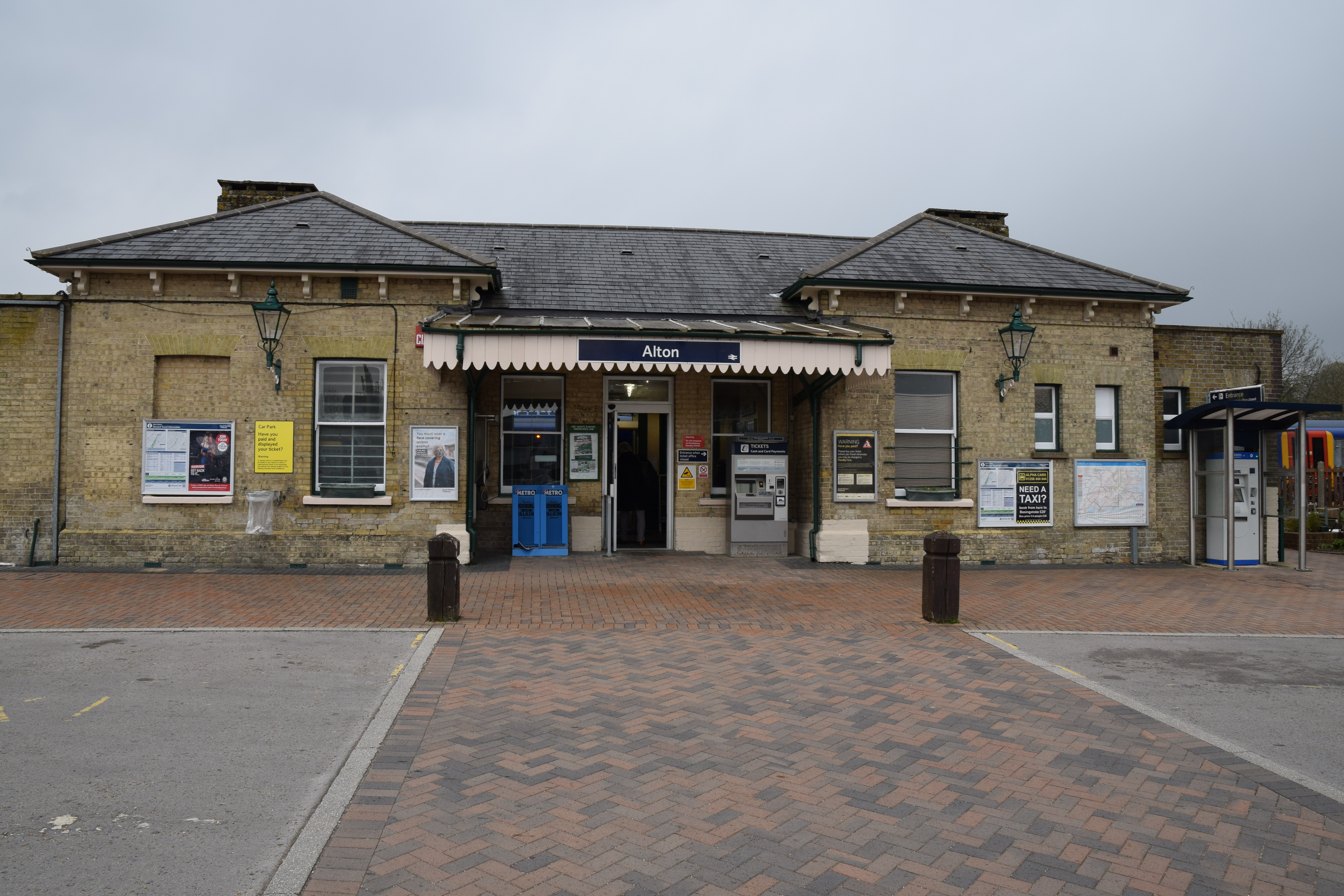
Stationsgebouw, 2021
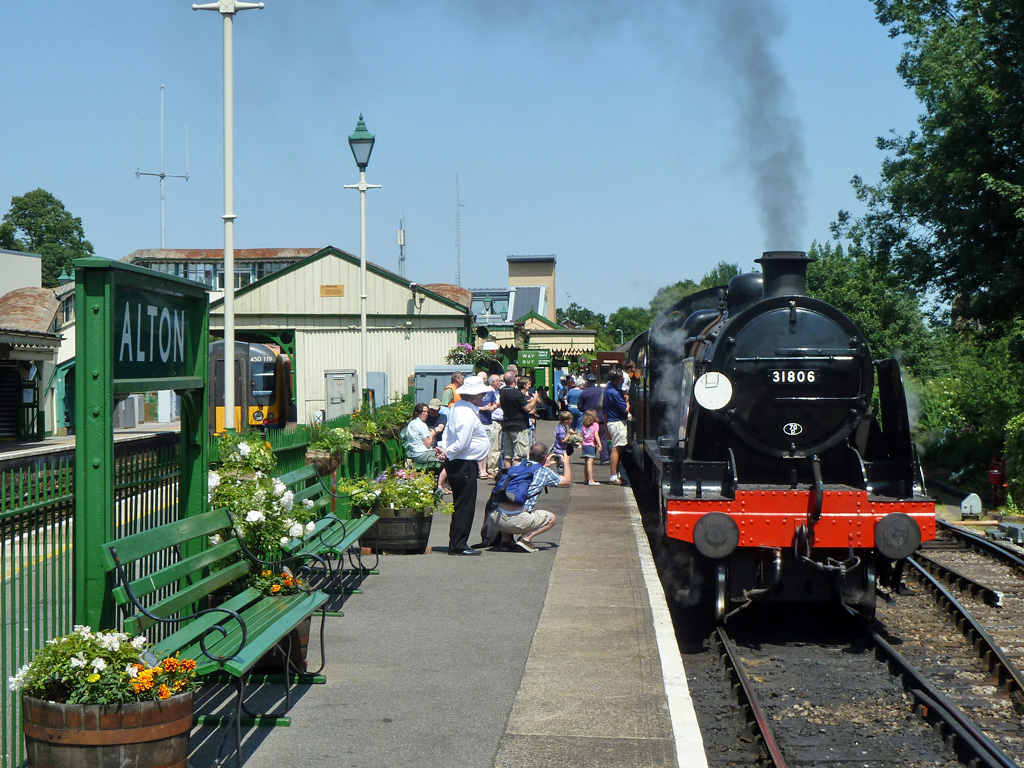
Trein naar Alresford